# بلدة سكيو (ميشيغان)
سكيو (بالإنجليزية: Scio Township, Michigan)‏ هي بلدة تقع بولاية ميشيغان في الولايات المتحدة. تبلغ مساحتها 88.6 (كم²)، وترتفع عن سطح البحر 266 م، بلغ عدد سكانها 20081 نسمة في عام تعداد الولايات المتحدة 2010 حسب إحصاء مكتب تعداد الولايات المتحدة .

## أعلام
- لويس جيمس
- جورج إم. لوتون

## وصلات خارجية
- twp.scio.mi.us
- The US50 - Cities and Towns in Michigan State
- Michigan Cities and Towns, Facts, Map, Flag, Colleges, Government, and More